# Distribuzione (informatica)
Una distribuzione software (abbreviata in distro) indica in informatica una collezione di programmi che soddisfano uno o più campi di applicazione, distribuendoli in un unico insieme.

## Utilizzo dell'espressione
L'espressione è largamente diffusa con la nascita di svariati sistemi operativi Unix-like nati da variazioni del sistema operativo GNU e del kernel Linux o dei relativi programmi. Alcune di queste distribuzioni GNU/Linux sono scritte a partire dal kernel, altre nascono dal fork di altre distribuzioni, a volte apportando soltanto piccole variazioni allo spazio utente o al desktop environment.
Molte distribuzioni sono sviluppate da appassionati, altre da associazioni di programmatori o da software house. È il caso di società come Red Hat, SUSE Linux, Mandriva e progetti di comunità come Debian, Fedora e Gentoo Linux. Alcune di queste distribuzioni possono avere una storia molto complessa e variegata, è il caso di una qualsiasi delle distribuzioni basate su Lubuntu, a sua volta basata su Ubuntu, che a sua volta è una delle tante distribuzioni Debian GNU/Linux.

## Le distribuzioni Linux
Nel linguaggio comune è molto diffuso il termine Linux per indicare, erroneamente, le cosiddette distribuzioni Linux. In realtà con il termine Linux si indica il solo kernel del sistema operativo, mentre le distribuzioni comprendono, oltre al kernel, varie componenti software quali l'interfaccia grafica, gli strumenti GNU (da cui la denominazione GNU/Linux), e altro software, spesso software libero.